# Festival Expoésie
Le festival Expoésie est un festival international de poésie à Périgueux.

## Historique
Hervé Brunaux fonde en 2002 le Festival international d'art actuel et de poésie, ou festival Expoésie.
Voici la liste des invités d'honneur par année :
- 2011 : Julien Blaine[2]
- 2012 : Joël Bastard[3]
- 2013 : Jean-Pierre Siméon[4]
- 2014 : Henri Cueco[5]
- 2015 : littérature lituanienne[6]

En 2015, à l'occasion de la 14e édition, l'association organisatrice rassemble une trentaine d'intervenants (poètes et artistes) français mais aussi étrangers, notamment des personnalités belges, italiennes, québécoises et lituaniennes.
La 21e édition se tient en mars 2022.

## Organisation
Le festival est organisé par l'association Féroce Marquise, qui a pour président Hervé Brunaux. L'animation de cette manifestation passe par des conférences, des expositions, des concerts ou encore des dégustations (les « soirées de poésie gourmande ») qui se déroulent chaque année au printemps, essentiellement à Périgueux.

## Concours Expoésie Jeunesse
Le concours Expoésie Jeunesse est une remise de prix auprès des scolaires de la Dordogne : « Le prix concerne les jeunes de moins de 18 ans, mais ce sont surtout des écoles élémentaires qui participent ». Les poèmes des lauréats sont affichés dans la bibliothèque municipale de Périgueux.
En 2012 est édité La poésie ça change la vie, paru aux éditions Ifie Périgord et tiré à 2 000 exemplaires. Il rassemble tous les textes des lauréats de cette année-ci et des années précédentes. Plusieurs artistes participent à la conception de l'ouvrage, dont Ben pour la couverture, et Jacques Villeglé, Serge Provost, Michel Herrerria, Jean-Luc Parant et Bob Cougar entre autres pour les illustrations. Les bénéfices des ventes du livre reviennent à Bibliothèques sans frontières.
En 2012, le festival reçoit 400 poèmes de l'ensemble du département. 